# Rijeka

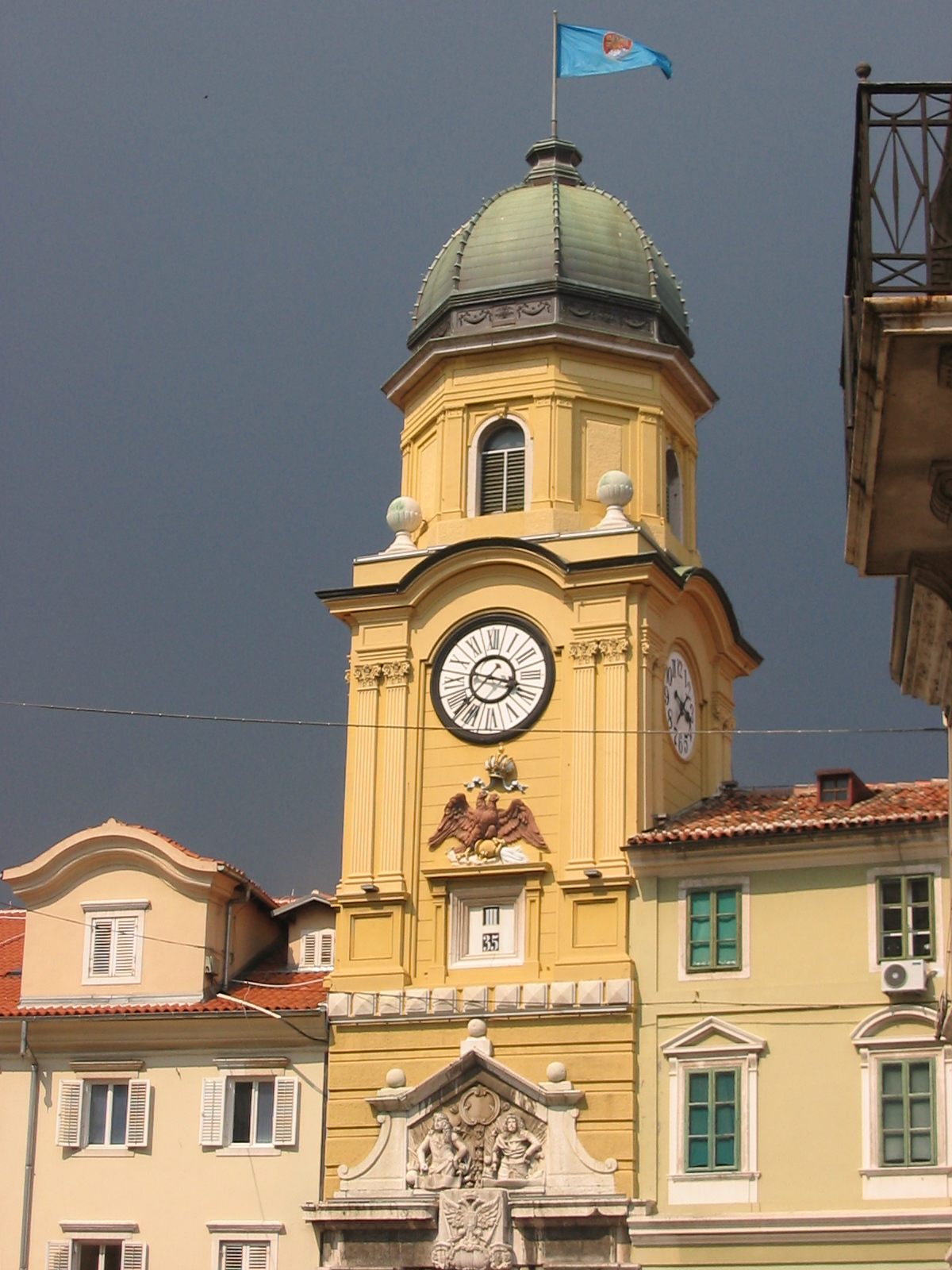
Rijeka, wieża zegarowa

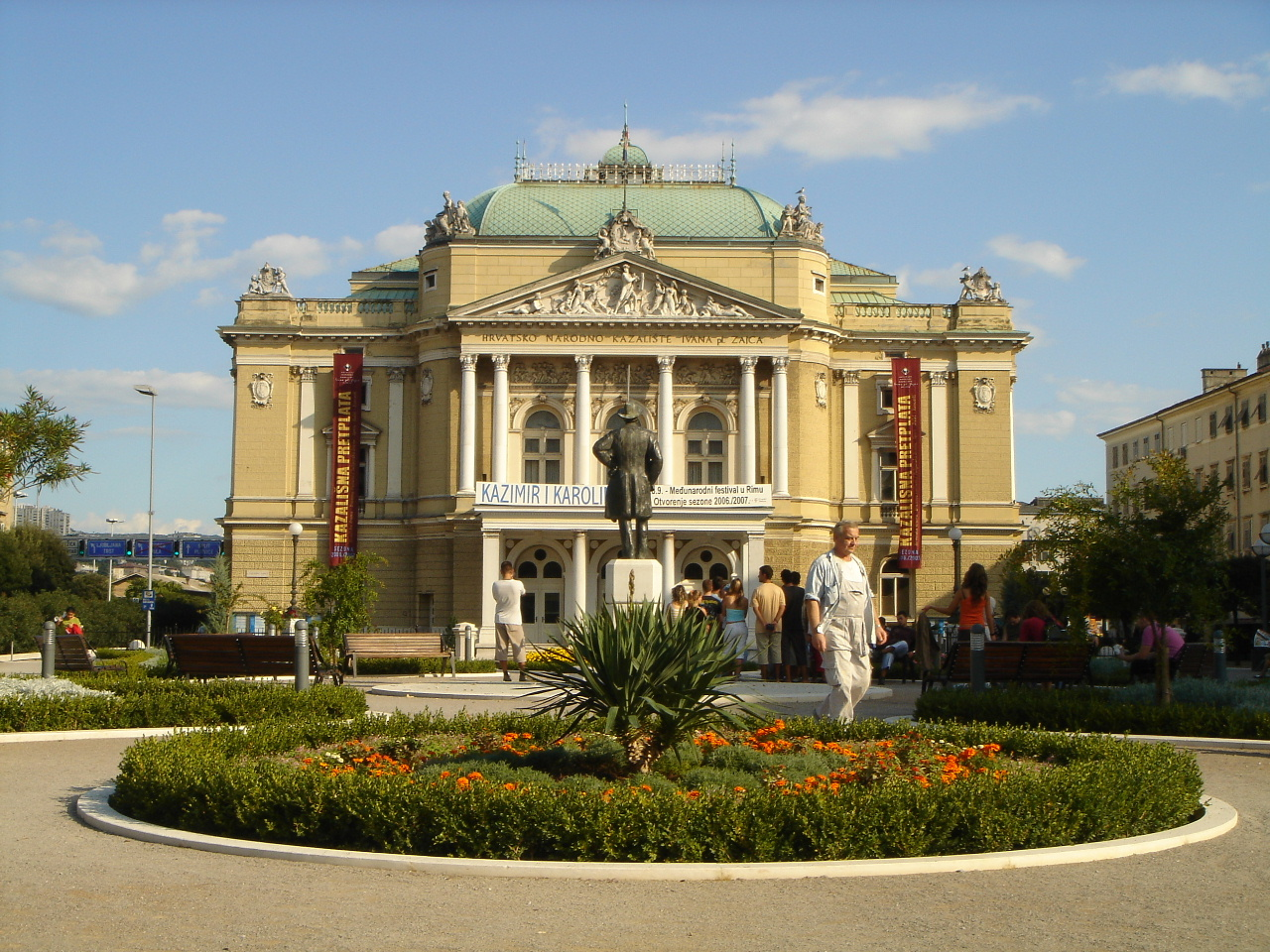
HNK Ivana pl. Zajca

Rijeka (wł. Fiume, niem. St. Veit am Flaum, także Pflaum) – miasto w północno-zachodniej Chorwacji, stolica żupanii primorsko-gorskiej, siedziba miasta Rijeka. Leży nad Zatoką Rijecką Morza Adriatyckiego, na wzgórzach u podnóża masywu Risnjak. W 2021 roku liczyło 108 622 mieszkańców.
Ośrodek przemysłowy kraju i największy chorwacki port handlowy (m.in. dowóz ropy naftowej), rybacki i tranzytowy. Rozwinięty przemysł stoczniowy, maszynowy, chemiczny, papierniczy, materiałów budowlanych, włókienniczy oraz spożywczy. Znajduje się tu rafineria ropy naftowej z rurociągiem naftowym do rafinerii w Sisaku oraz port lotniczy.
Ośrodek naukowy – szkoły wyższe (m.in. Uniwersytet w Rijece) i instytuty naukowo-badawcze oraz kulturalny – ośrodki turystyczne, muzea.
W 2020 roku Rijeka była Europejską Stolicą Kultury.

## Historia
Osiedla ludzkie istniały na terenie Rijeki w starożytności - osadnictwo celtyckie, greckie, rzymskie - w czasach Imperium Rzymskiego miasto było znane jako Flumen. Następnie było podbijane przez Ostrogotów, Bizancjum, Longobardów, Awarów, a w 452 r. zostało zniszczone przez Hunów. Największe znaczenie i świetność miasto przeżywało w średniowieczu – dogodne położenie sprzyjało bogaceniu się na handlu, wysokie mury chroniły przed najeźdźcami. Chorwaci zaczęli zasiedlać miasto od VII wieku, następnie Rijeka przeszła we władanie węgierskie, a w XV wieku pod rządy Habsburgów. W 1723 r. proklamowana „wolnym portem”. W XIX wieku intensywny rozwój gospodarczy. Od 1870 r. Rijeka znajdowała się w jednostce administracyjnej (podlegająca bezpośrednio pod jurysdykcję Budapesztu) wchodzącej w skład Krajów Korony Świętego Stefana – węgierskiej części dualistycznych Austro-Węgier.
Początkowo po I wojnie światowej miasto stało się przedmiotem sporów pomiędzy Włochami a nowo powstałym Królestwem Serbów, Chorwatów i Słoweńców. W czasie negocjacji dotyczących przyszłości Rijeki miasto zajął włoski awanturnik Gabriele d’Annunzio (1919) i proklamował objęcie władzy na tym obszarze (Regencja Carnaro).
W 1920 Włochy oraz Królestwo SHS porozumiały się i powstało Wolne Miasto Fiume, jednak w 1924 uległo ono podziałowi – większość terytorium i samo miasto zostało przyłączone do Królestwa Włoch. Granica pomiędzy Rijeką a miejscowością Sušak biegła jak dawna granica pomiędzy terytorium Rijeki i Królestwem Chorwacji (autonomicznym regionem w węgierskiej części Austro-Węgier).
Po II wojnie światowej w 1947 miasto zostało przyłączone do Jugosławii.

## Zabytki
- średniowieczny kościół NMP (przebudowany w stylu barokowym)
- klasztor Augustianów z barokowym kościołem Św. Hieronima
- ratusz (XV wiek, XIX wiek)
- katedra Św. Wita (XVII wiek, XVIII wiek)
- cerkiew św. Mikołaja (XVIII wiek)
- wieża miejska (XV wiek, XVIII wiek)
- liczne budowle użyteczności publicznej z XIX wieku i początku XX wieku

## Miasta partnerskie
- Bitola
- Cetynia
- Este
- Faenza
- Genua
- Hiroszima
- Jałta
- Kawasaki
- Kolonia
- Lublana
- Neuss
- Rostock